# Can Roca (Sant Agustí de Lluçanès)
Can Roca és una casa de Sant Agustí de Lluçanès (Osona) inclosa a l'Inventari del Patrimoni Arquitectònic de Catalunya.

## Descripció
Edifici de planta rectangular i teulat a doble vessant construït a quatre vents. El teulat és lateral a la façana de la porta principal. Els murs són fets de pedra irregular i morter. A la dreta de la façana principal s'hi ha edificat un cobert que dona l'estructura d'"L" a l'edifici. Totes les obertures de la casa tenen llinda de pedra i els muntants de grans carreus.

## Història
La llinda de la porta d'entrada a l'edifici conserva la data 1731.